# Lis Wiborgh
Margit Elisabeth (Lis) Nanny Wiborgh, född 13 april 1912 i Stockholm, död 29 december 2000 i Bjuv (folkbokförd i Helsingborgs Gustav Adolf), var en svensk målare, tecknare och författare.
Hon var dotter till Carl Gustaf Johansson-Ottenfalk och Nanny Peterson och från 1933 gift med Kjell Janne Wiborgh. Efter avlagd realexamen 1939 studerade Wiborgh kroki vid Kungliga konsthögskolan 1945 och vid Stockholms målarskola 1947 samt för sin man och genom självstudier under resor till bland annat Spanien, England, Marocko och Frankrike. Separat eller tillsammans med sin man ställde hon ut ett flertal gånger i Östersund, Strömsund och Brunflo. Hon medverkade i ett flertal av Jämtlands läns konstförenings samlingsutställningar i Östersund under 1950- och 1960-talen samt i Stockholmssalongerna på Liljevalchs konsthall. Hennes konst består av interiörer, stilleben och landskapsskildringar från bland annat Sydeuropa. Hon skrev och illustrerade barnboken Lillgården 1946. Wiborgh är representerad vid Jamtli i Östersund.